# Dickinson Rocks
Die Dickinson Rocks sind isolierte Felsvorsprünge im westantarktischen Marie-Byrd-Land. In den Ford Ranges ragen sie 15 km nordwestlich des Linwood Peak nahe dem Ende des Hershey Ridge auf.
Kartierungen erfolgten anhand von Vermessungen der United States Antarctic Service Expedition (1939–1941) sowie durch den United States Geological Survey und Luftaufnahmen der United States Navy aus den Jahren von 1959 bis 1965. Das Advisory Committee on Antarctic Names benannte diese Formation 1970 nach dem Baumechaniker David N. Dickinson (1945–2011) von den Seabees, der auf der Brockton-Station auf dem Ross-Schelfeis von 1965 bis 1966 und von 1966 bis 1967 tätig war.